# Pandora (álbum)
Pandora es el título del álbum debut homónimo de estudio grabado por el grupo musical mexicano Pandora, compuesto por Fernanda, Isabel y Mayte. Fue lanzado al mercado por la empresa discográfica EMI Capitol de México el 12 de junio de 1985 en formato LP y casete a través de dos sencillos: «¿Cómo te va mi amor?» y «Cuando no estás conmigo»; de los cuales, el primero, rápidamente ocupó los primeros lugares de popularidad en el continente Latino Americano.[cita requerida]
Fue llevado a cabo bajo la producción de Miguel Blasco, la realización de Gian Pietro Felisatti y grabado por José Antonio Álvarez Alija,[cita requerida] el disco les otorgó varios discos de oro y de platino.[cita requerida] Ocuparon el lugar 64 de los álbumes más vendidos de la década de los 80's según AMPROFON.[cita requerida]
Otros sencillos que ocuparon las listas de popularidad fueron: «De mil maneras», «Tarde o temprano», «Para escribir tu nombre» y «Quiéreme más».

## Antecedentes
Durante los años previos a la grabación de este disco, y después de haber terminado el grupo Trébol, las tres integrantes trabajaron como coristas de varios artistas famosos, así como en la realización de jingles de comerciales para radio y televisión.
A mediados de 1984, la discográfica EMI Capitol debido a una recomendación por una tía de las hermanas Lascurain, las recibe para realizar pruebas y las acepta dentro de su familia de artistas realizando un contrato de realización por tres álbumes que es firmado el 29 de noviembre de ese mismo año.

## Realización
A principios del año 1985 se comienza a grabar el primer álbum del grupo, el cual toma el nombre de Pandora, bautizadas así por Luis Moyano, el entonces director artístico de EMI Capitol.
EMI Capitol encarga la producción al joven Miguel Blasco, el cual durante los meses de enero y febrero empieza a trabajar con el grupo en la selección de los temas del disco así como en los arreglos. El disco es grabado en la primavera del mismo año.

## Promoción
Para el inicio de la promoción del álbum y antes de su lanzamiento, el grupo Pandora se presenta por primera vez en televisión el domingo 2 de junio de 1985, dentro del programa musical mexicano de Raúl Velasco ‘’Siempre en Domingo’’ llamando desde ese momento la atención tanto del presentador como de todo el público que domingo a domingo observaba el programa por El Canal de las Estrellas.
Para la promoción del disco, se lanzaron los sencillos «¿Cómo te va mi amor?» y «Cuando no estás conmigo» de los cuales, el primero, rápidamente ocupó los primeros lugares de popularidad en México como en todo el continente Latino Americano; convirtiéndose en uno de los temas más populares del mismo año. Así Pandora se fue abriendo camino en el mundo de la música.
Por el resto del año, el grupo realizó una amplia promoción del álbum, presentándose en programas televisivos, en diferentes radiodifusoras, y dentro de las ciudades del país en conciertos y palenques.  También realizaron presentaciones en algunos estados de la Unión Americana.
Este disco fue lanzado originalmente en formato LP y Casete. En el año de 1993 se reeditó en formato de CD teniendo nuevamente una gran aceptación de su público, a través de los años este álbum se ha convertido en un verdadero clásico de colección.

## Videos
- «¿Cómo te va mi amor?»
- «Cuando no estás conmigo»
- «Para escribir tu nombre»

## Recepción y premios
Durante 1986, el álbum fue reconocido con un quíntuple disco de oro y doble de platino, entregado por EMI Capitol y debido a sus altas ventas en México.[cita requerida] También en otros países en América del Sur obtuvo altas ventas.
En el mes de agosto de 1985, reciben el trofeo Globo de Plata de la estación FM Globo (ya desaparecida) de grupo MVS, en el mes de diciembre el trofeo Los 15 Grandes de Siempre en Domingo y el trofeo El Heraldo como Revelación Musical de 1985, también reciben el Premio TVyNovelas.
Internacionalmente y debido a esta producción fueron nominadas, en el año 1987, al Grammy Award de la RIAA Americana en la categoría de pop latino. Recibieron el premio Popularidad Internacional en Costa Rica, el Trofeo  de la estación Radio Cali de Los Ángeles, California, como el grupo más destacado 1985 y muchos más.

## Lista de canciones
| Pandora |                           |                                         |          |  |
| N.º     | Título                    | Escritor(es)                            | Duración |  |
| 1.      | «Cuando no estás conmigo» | J.R. Flórez                             | 3:00     |  |
| 2.      | «Tarde o temprano»        | José María Purón · Velón                | 3:59     |  |
| 3.      | «Como te va mi amor»      | Hernaldo Zúñiga                         | 4:06     |  |
| 4.      | «Déjame»                  | Difelisatti · J.R. Flórez               | 2:53     |  |
| 5.      | «De mil maneras»          | Marco Flores Heras · Laura Flores Heras | 3:11     |  |
| 6.      | «Todo por amor»           | J.R. Flórez                             | 3:02     |  |
| 7.      | «Quiéreme más»            | Denise de Kalafe                        | 2:54     |  |
| 8.      | «Para escribir tu nombre» | José María Purón · Velon                | 3:24     |  |
| 9.      | «Que fácil es»            | José María Purón · Velon                | 3:46     |  |
| 10.     | «Volver a empezar»        | J.R. Flórez                             | 3:06     |  |

## Créditos
El Álbum es una Producción de EMI Capitol de México realizado en 1985:
- Realizada y dirigida por Gian Pietro Felisatti.
- Productor ejecutivo: Miguel Blasco.
- Arreglos y dirección: Jesús Gluck y Gian Pietro Felisatti.
- Arreglos de cuerda: Jesús Gluck.
- Ingenieros de sonido: Bases Massimo Noé.
- Cuerda, metales, voz y mezclas: José Antonio Álvarez Alija.
- Ayudante de sonido: Alberto Pinto.
- Fotografías: Serapio Carreño.
- Estilista: Cheska.
- Maquillaje: Aurora de Arce.
- Mánager: Alejandra Tamargo.
- Diseño Gráfico: E. Z.

© MCMLXXXV. EMI Capitol De México, S.A. de C.V.